# Samuel Magni Reuselius
Samuel Magni Reuselius, född 7 juni 1677 i Linköpings församling, Östergötland, död 24 mars 1729, var en svensk präst.

## Biografi
Samuel Reuselius föddes 1677 i Linköpings församling. Han var son till kyrkoherden Magnus Olavi Reuselius i Askeryds församling. Reuselius blev 1700 student vid Uppsala universitet och promoverades till  filosofie magister där 21 maj 1713. Han blev 1715 rektor vid Västerviks trivialskola och prästvigdes6 11 april 1722. Reuselius blev 1724 kontraktsprost i Norra Tjusts kontrakt och avled 1729.

### Familj
Reuselius gifte sig 16 oktober 1716 i Gryts församling med Ingeborg Skunk (1691–1766), dotter tilll sjötullsinspektorn Jöns Skunk vid Barösund och Catharina Sundius. De fick tillsammans barnen Maria Catharina Reuselius (född 1717) som var gift med komministern Amnelin i Kimstads församling, Ingeborg Reuselius (född 1723) som var gift med rektorn Gråsten vid Norrköpings trivialskola och Samuel Reuselius (1726–1730). Efter Reuselius död gifte Ingeborg Skunk sig med kyrkoherden Nils Palmærus i Kullerstads församling.